# Örmény szürkebegy
Az örmény szürkebegy vagy kövi szürkebegy (Prunella ocularis) a madarak osztályának verébalakúak (Passeriformes)  rendjébe és a szürkebegyfélék (Prunellidae) családjába tartozó faj.

## Rendszerezése
A fajt Gustav Radde német ornitológus írta le 1884-ben, az Accentor nembe Accentor ocularis néven.

## Előfordulása
Örményország, Azerbajdzsán, Grúzia, India, Irán, Irak, Izrael, Pakisztán, Szíria és Törökország területén honos. Kóborlásai során eljut Jordániába és Libanonba is.
Természetes élőhelyei a szubtrópusi és trópusi cserjések, valamint mérsékelt övi füves puszták.

## Megjelenése
Testhossza 15,5 centiméter, testtömege 20–25 gramm.

## Életmódja
Rovarokkal és magvakkal táplálkozik.

## Természetvédelmi helyzete
Az elterjedési területe rendkívül nagy, egyedszáma nagy és stabil. A Természetvédelmi Világszövetség Vörös listáján nem fenyegetett fajként szerepel.